# ریوتارو اییو
ریوتارو اییو (انگلیسی: Ryutaro Iio؛ زادهٔ ۳۰ ژانویهٔ ۱۹۹۱) بازیکن فوتبال اهل ژاپن است.
از باشگاه‌هایی که در آن بازی کرده‌است می‌توان به باشگاه فوتبال ماتسوموتو یاماگا اشاره کرد.